# Bežanijska kosa
Ne doit pas être confondu avec Bežanijska.
Bežanijska kosa (en serbe cyrillique : Бежанијска коса) est un quartier de Belgrade, la capitale de la Serbie. Il est situé dans la municipalité urbaine de Novi Beograd. En 2002, il comptait 19 036 habitants.

## Localisation
Bežanijska kosa est située le long d'une crête de lœss qui prolonge le nord-est de Bežanija. Ce quartier, en forme de croissant, longe la limite occidentale de la zone urbaine de Novi Beograd ; il s'étend le long de la rue Tošin bunar, qui mène à Zemun. La partie nord de Bežanijska kosa est traversée par l'autoroute Belgrade-Zagreb. Au nord-est, le quartier est limitrophe du quartier de Studentski grad, tandis que la partie située au nord-ouest appartient à la municipalité de Zemun. Un tunnel ferroviaire a été creusé dans la crête de lœss.
Le quartier est principalement formé des Bloks 6, 35, 49, 50 et 60.

## Caractéristiques

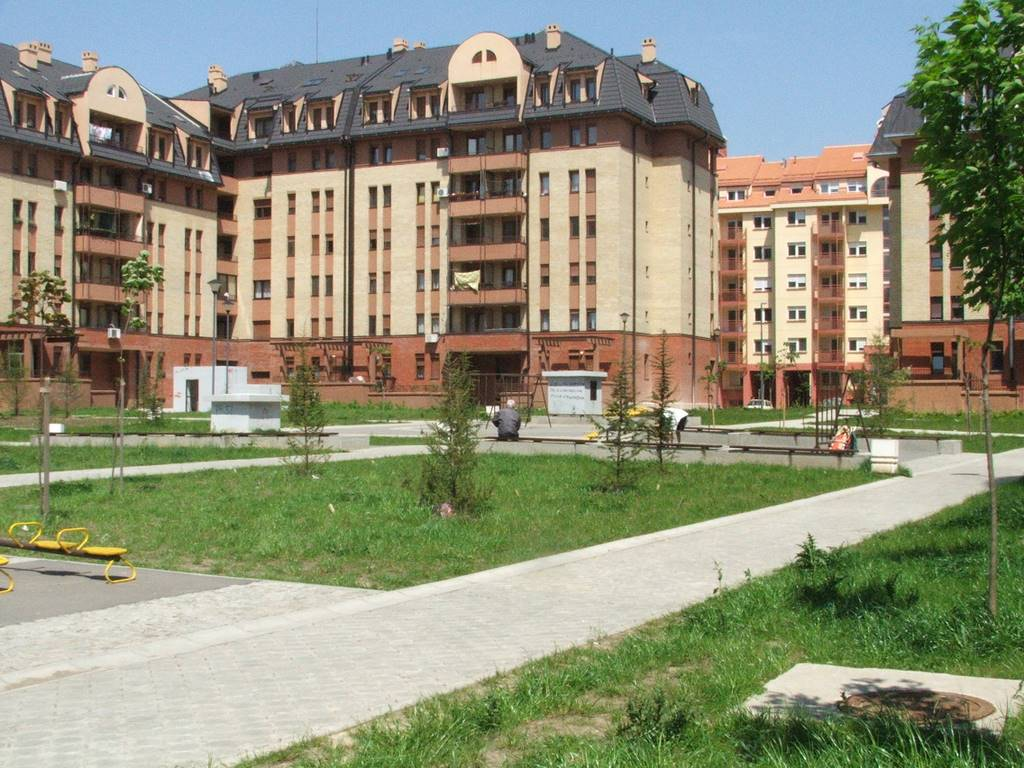
Immeubles résidentiels à Bežanijska kosa

Le quartier de Bežanijska kosa se distingue du reste de Novi Beograd par le fait qu'il ne possède aucun gratte-ciel.
La partie sud est industrialisée (usines IMT et Minel). L'emplacement de l'ancien aéroport de Belgrade est devenu le quartier d'Airport City Beograd (Ерпорт Сити Београд), un nouveau quartier d'affaires construit dans les années 2000. En revanche, les parties centrales du quartier sont principalement résidentielles.
Au nord du quartier, le long de l'autoroute, se trouvent les stades des clubs de football Bežanija et Radnički, les centres sportifs du 11 avril, la maison de retraite Bežanija et l'un des hôpitaux les plus importants de Belgrade, le KBC Bežanijska kosa (en serbe : Клиничко болнички центар Бежанијска коса et Kliničko bolnički centar Bežanijska kosa).
Le quartier dispose d'une école maternelle, l'école Vrabac, ainsi que de deux écoles élémentaires : l'école Borislav Pekić et l'école Dragan Lukić.

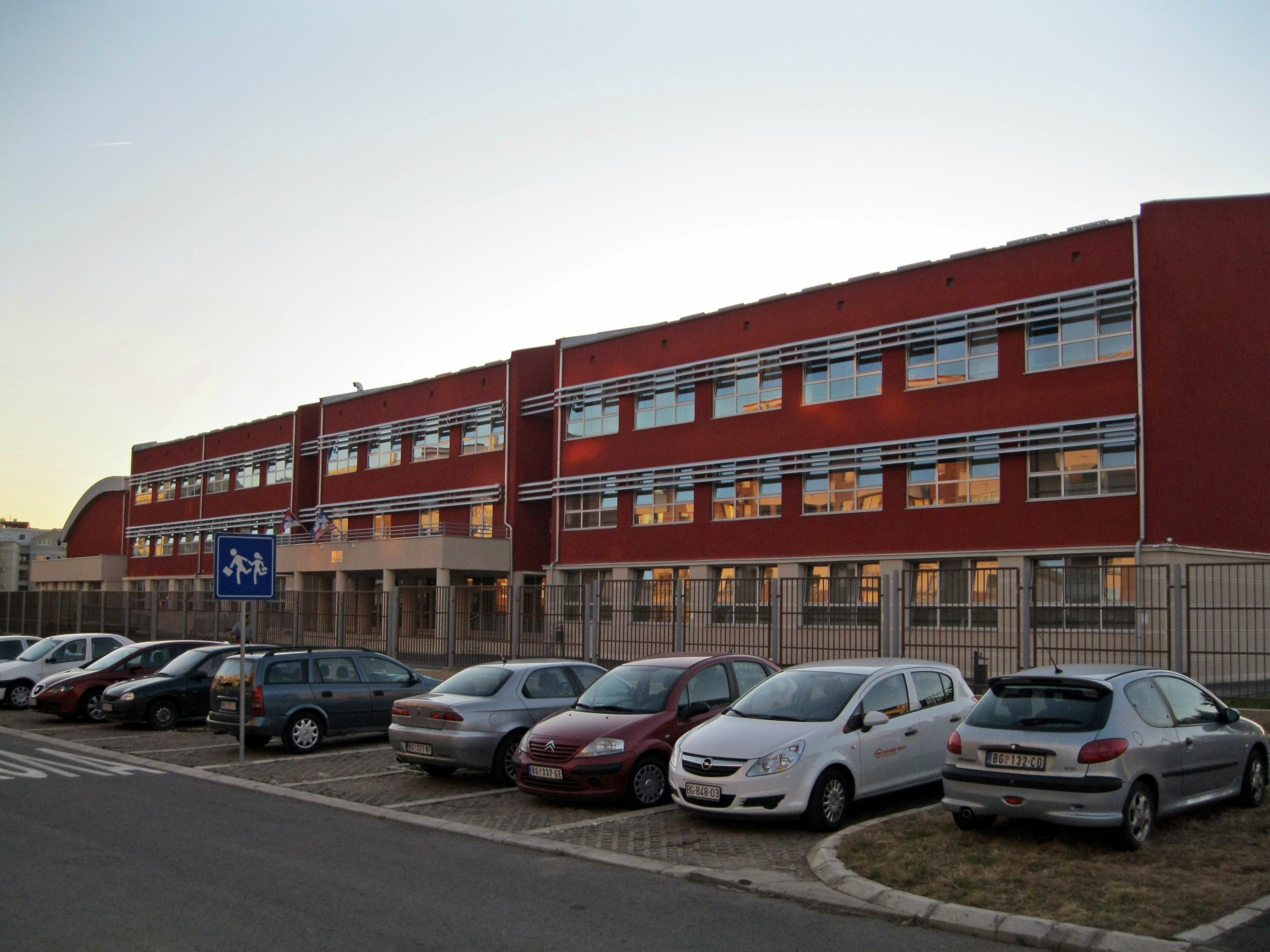
L'école Dragan Lukić

L'église Saint-Basile d'Ostrog a été construite entre 1996 et 2001 par l'architecte Mihajlo Mitrović.

## Le cimetière commémoratif de Bežanijska kosa
Le cimetière commémoratif de Bežanijska kosa est situé au lieu-dit de Belanovićeva rupa ; pendant la Seconde Guerre mondiale, les forces d'occupation y creusèrent 70 tombes collectives et y enterrèrent 8 000 victimes, abattues sur place ou amenées d'autres camps de la mort. La tombe commémorative est située à côté du cimetière de Bežanija. Le monument a été commandité par l'Association des vétérans de la guerre de libération et il a été dévoilé le 7 juillet 1951. Le cimetière figure aujourd'hui sur la liste des biens culturels protégés de la Ville de Belgrade.

## Transports
Le quartier est desservi par quatre lignes de bus de la société GSP Beograd : 74 (Omladinski stadion – Bežanijska kosa), 75 (Zeleni venac – Bežanijska kosa), E4 (Ustanička – Bežanijska kosa) et ligne ADA5 (Ada Ciganlija - Bežanijska kosa).